# جوش فيليبس (قاتل)
جوش إيرل باتريك فيليبس (مواليد 17 مارس 1984) (بالإنجليزية: Joshua Earl Patrick Phillips) قاتل أمريكي من جاكسونفيل (فلوريدا)، أُدين في يوليو 1999 بقتل مادي كليفتون (Maddie Clifton) البالغة من العمر 8 سنوات عندما كان يبلغ من العمر 14 عامًا. يقضي حاليا عقوبة السجن مدى الحياة. كانت جريمة القتل موضوع تغطية تلفزيونية وطنية، بما في ذلك فيلم وثائقي على سلسلسة «84 ساعة» بعنوان «لماذا قام جوش بالقتل؟».